# Namakura Gatana
«Тупой меч» или «Меч с тупыми краями» (яп. なまくら刀 Намакура Гатана), или Hanawa Hekonai meitō no maki (яп. 塙凹内名刀之巻 Ханава хэконай мэйто: но маки) — мультфильм Дзюнъити Коти 1917 года. Долгое время считался утерянным, пока в 2008 году в антикварном магазине в Осаке не была обнаружена его копия.
Второе из сохранившихся до наших дней аниме. Первым является «Кацудо сясин», созданный в 1907 году.

## Сюжет
Самурай заказывает у кузнеца катану. С этого момента его начинают преследовать неудачи — герой никак не может убрать меч в ножны, над чем, не скрываясь, посмеивается кузнец. 
Расплатившись, самурай отправляется в город. Когда он проходит мимо реки, катана выскакивает из ножен и падает ему в руки. Тогда герой решает проверить силу своего нового меча. На пути ему встречается слепой музыкант. Недобросовестный самурай вызывает его на поединок, после чего слепец справляется с ним при помощи одного удара. 
Когда наступает ночь, самурай отправляется в лес, где встречает гонца. Он неудачно атакует его, теряет равновесие и падает. В ответ гонец ударяет его деревянной палкой по голове и уходит. Когда герой наконец-таки приходит в себя, он решает, что на него напал разбойник. Он хочет начать погоню, но вновь спотыкается и падает. 
В конце мультфильма самурай обнаруживает, что его новый меч погнулся. Он выбрасывает его и уходит. 